# Środek transportu

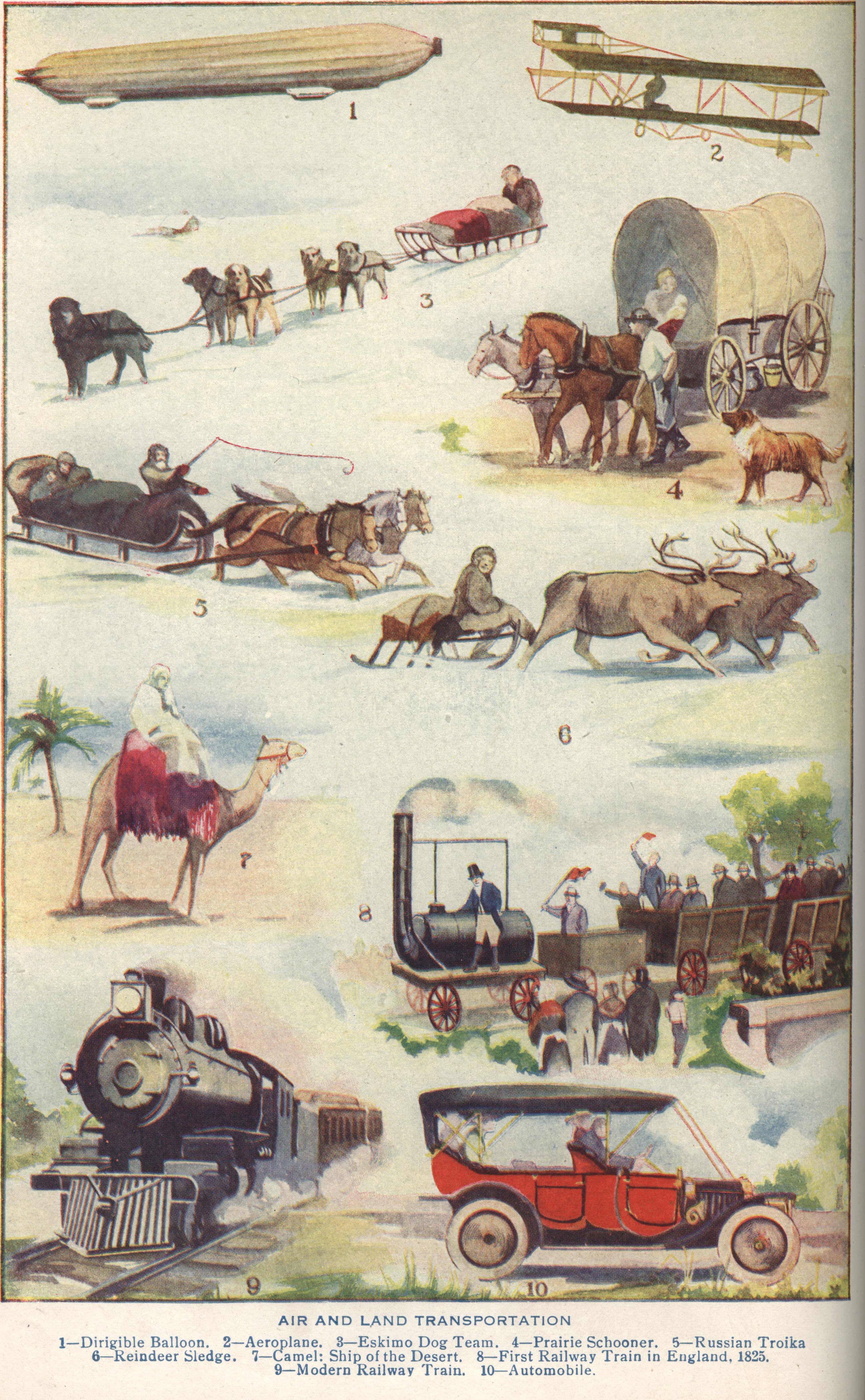
Środki transportu zawarte w encyklopedii "The How and Why"

Środek transportu – maszyny transportowe lub istoty żywe, dzięki którym możliwe jest przemieszczanie ludzi lub ładunków, czyli transport.
Podział środków transportu jest zbliżony do podziału transportu. Najprostszy obejmuje środki transportu wewnętrznego zwanego też transportem bliskim (wewnątrz danego obiektu, np. magazynu) oraz środki transportu zewnętrznego (dalekiego).
Środki transportu dzielą się na:
- środki transportu dalekiego / zewnętrznego
  - środki transportu lądowego – pojazdy
    - pojazdy szynowe
    - pojazdy samochodowe
    - pojazdy jednośladowe (motocykle, rowery, hulajnogi elektryczne)
    - urządzenia transportu osobistego
    - urządzenia wspomagające ruch

  - środki transportu wodnego
    - śródlądowego
    - morskiego

  - środki transportu lotniczego
  - środki transportu specjalnego (poduszkowiec, amfibia)
- środki transportu bliskiego/wewnętrznego (urządzenia dźwigowo-transportowe)
  - urządzenia dźwigowe (dźwignice)
  - urządzenia transportowe (wózki i przenośniki).

Przykłady środków transportu jako istot żywych: zwierzęta juczne, zwierzęta pociągowe, tragarze.
Przykłady środków transportu jako maszyn: samochód, statek, wagon, lokomotywa, samolot, rower.
W Polsce podział i definicje środków transportu w zakresie urządzeń były określane przez normę PN-72/M-78001, którą wycofano w dniu 01.08.2014 r.

## Środki transportu a wpływ na środowisko

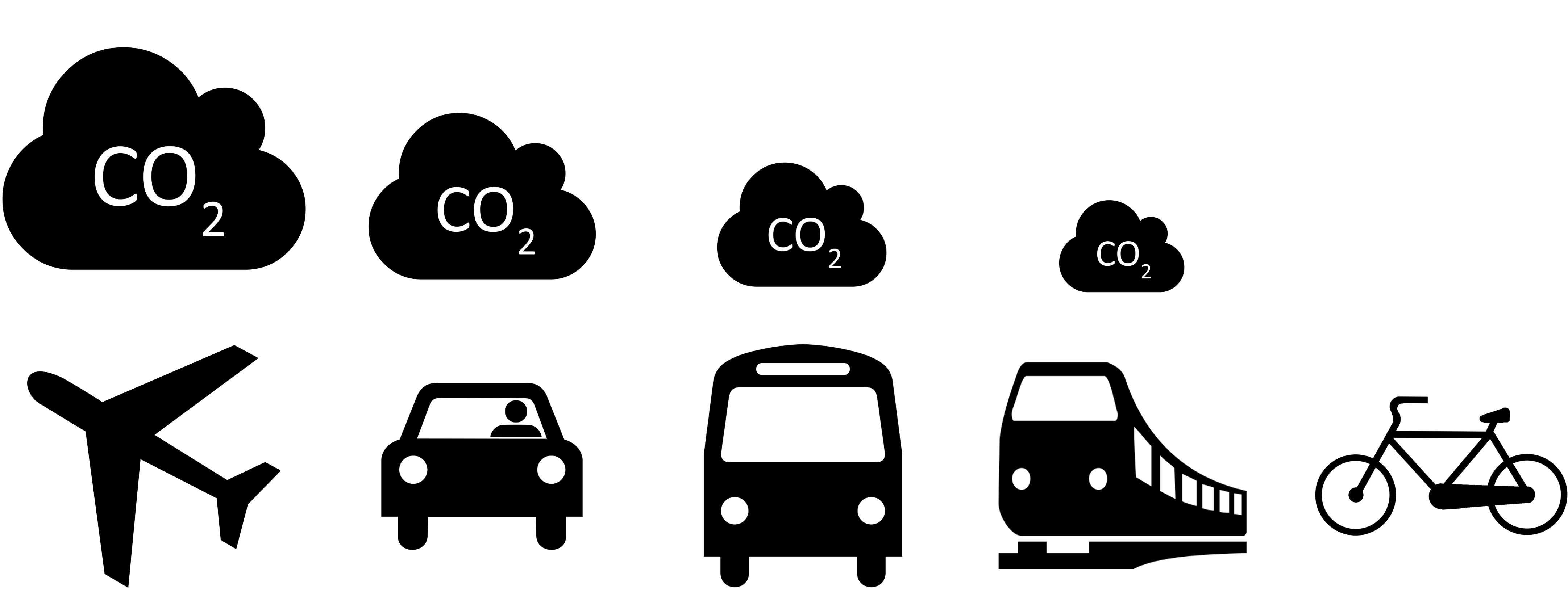
Ślad węglowy popularnych środków transportu.

W badaniu z 2011 r. przeprowadzonym przez Europejską Federację Cyklistów (European Cyclists’ Federation – ECF) porównano średnie emisje rowerów zwykłych i elektrycznych z innymi środkami transportu, biorąc przy tym pod uwagę środowiskowy koszt ich produkcji oraz użytkowania. W przypadku rowerów uwzględniono też dodatkowy wydatek energetyczny samych użytkowników w postaci spalonych kalorii. Według obliczeń emisja na każdy kilometr pokonany zwykłym rowerem wynosi 21 gramów CO
2, a rowerem elektrycznym 1 gram więcej. W przypadku samochodów wynik to 271 gramów na kilometr na osobę oraz 101 gramów na kilometr na pasażera autobusów.
Rower jest jedynym środkiem transportu, który Unia Europejska uznała za w 100% przyjazny zarówno dla klimatu, jak i ochrony środowiska.